# 99 км (зупинний пункт, Південна залізниця)
99 кіломе́тр (також Радгоспна) — залізничний пасажирський зупинний пункт Сумської дирекції Південної залізниці.

## Історія
Розташований біля села Вишневе Охтирського району Сумської області на лінії Боромля — Кириківка між станціями Боромля (7 км) та Скрягівка (6 км).
Станом на березень 2020 року щодня вісім пар дизель-потягів слідують за напрямком Боромля/Лебединська/Віринський Завод/Суми/Ворожба — Кириківка/Охтирка/Тростянець-Смородине/Люботин/Мерчик, проте не зупиняються.